# Арбузинка (Акмолинская область)
Арбузинка (каз. Арбузинка) — село в Сандыктауском районе Акмолинской области Казахстана. Входит в состав Берликского сельского округа. Код КАТО — 116438200.

## География
Село расположено в южной части района, вдоль реки Сыркырама в 38 км на юг от центра района села Балкашино, в 4 км на запад от центра сельского округа села Красная Поляна.

### Улицы[2]
- ул. Абуезида Абуева.

### Ближайшие населённые пункты
- село Петриковка в 1 км на юге,
- село Красная Поляна в 4 км на востоке.

## Население
В 1989 году население села составляло 272 человек (из них чеченцев 100%).
В 1999 году население села составляло 150 человек (75 мужчин и 75 женщин). По данным переписи 2009 года, в селе проживали 173 человека (85 мужчин и 88 женщин).
Большая часть населения составляют чеченцы.
| Численность населения | Численность населения | Численность населения |
| 1989                  | 1999                  | 2009                  |
| --------------------- | --------------------- | --------------------- |
| 272                   | ↘150                  | ↗173                  |